# Coursetia brachyrhachis
Espèce
Synonymes
- Tephrosia craccoides Lillo[1]

Statut de conservation UICN

 VU B1+2ac : Vulnérable
Coursetia brachyrhachis est une espèce de plantes à fleurs du genre Coursetia de la famille des Fabaceae.